# 牛仔靴

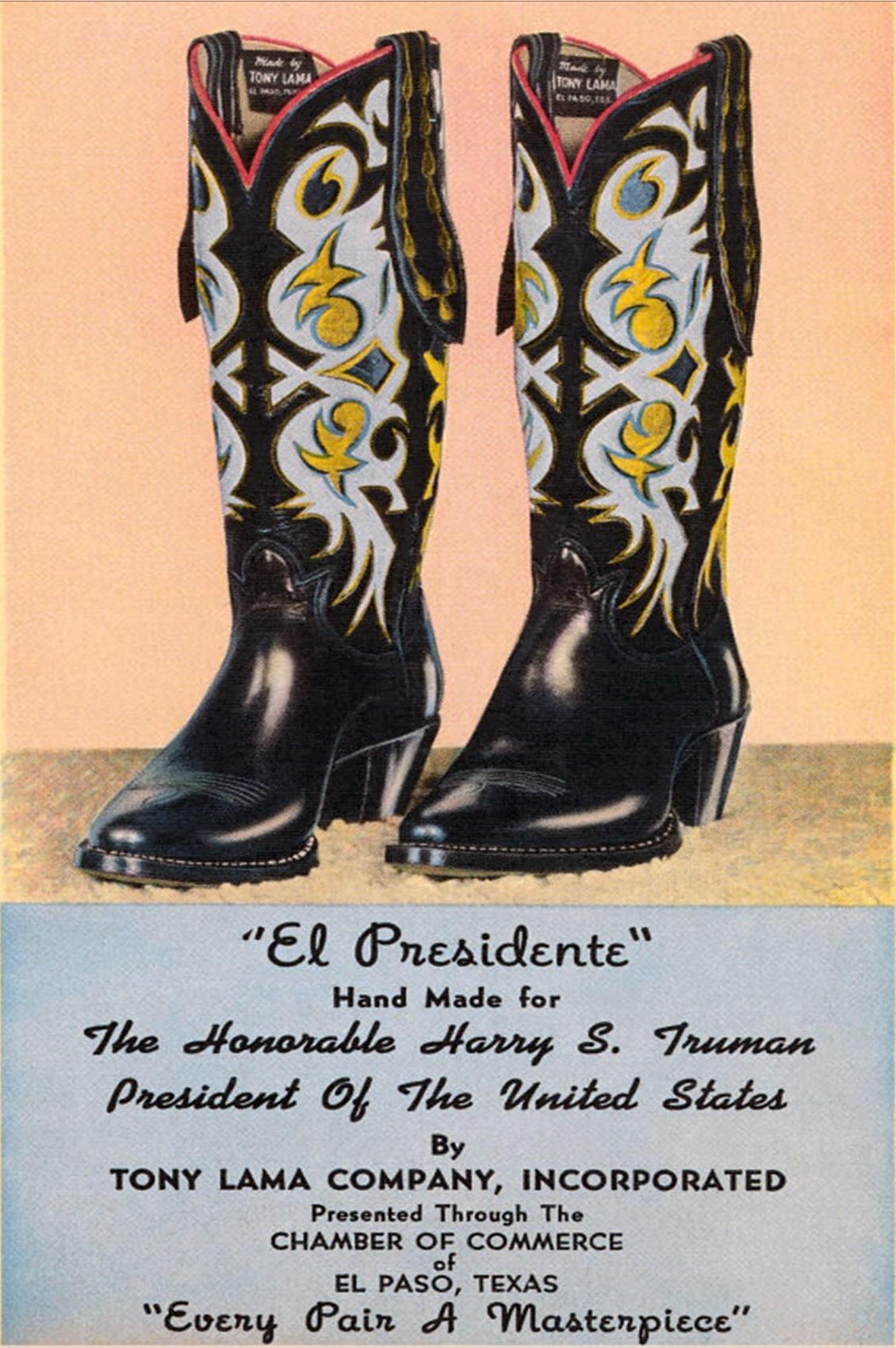
製靴公司Tony Lama為美國總統哈瑞·S·杜魯門特別訂做的牛仔靴的廣告.(1945年)

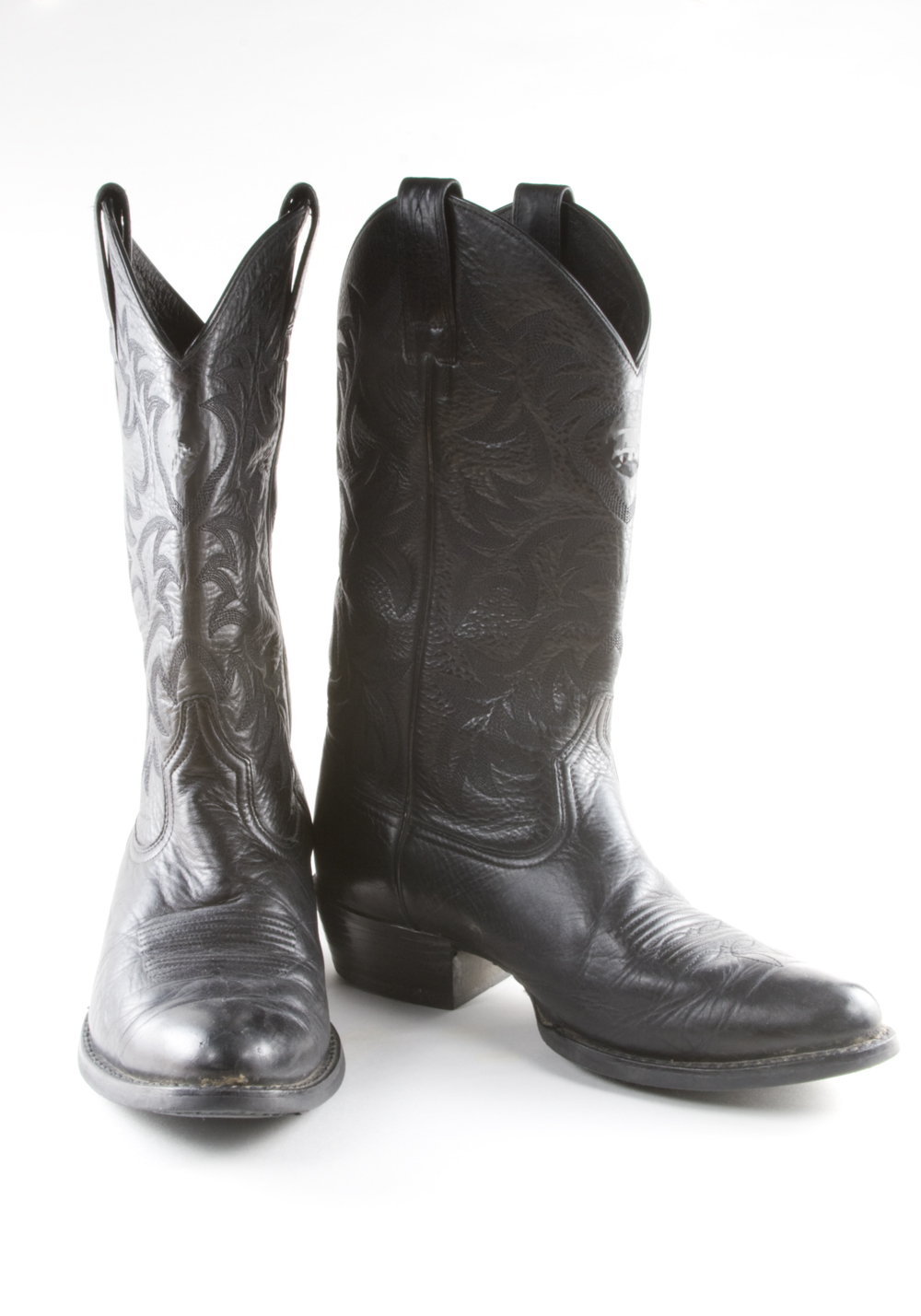
Western牛仔靴

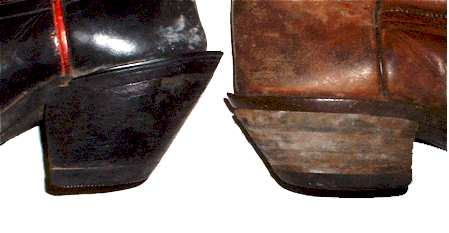
Buckaroo牛仔靴鞋跟

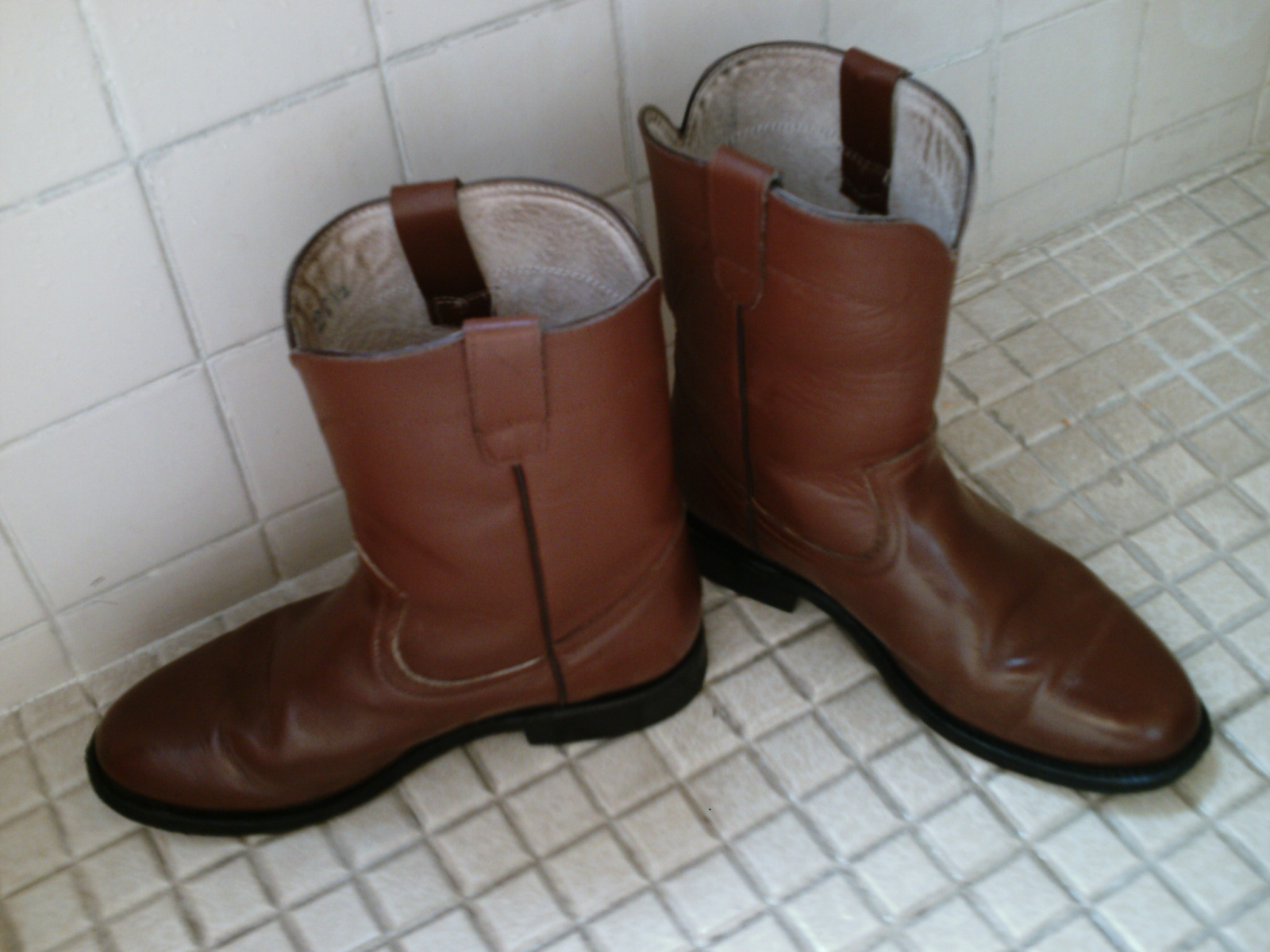
Roper牛仔靴

牛仔靴（英語：Cowboy Boot）是靴系的馬靴的一个种类，美國历史上是专为方便牛仔工作而设计的鞋类著物，有美國文化特色之一的稱號。牛仔靴在美國的演藝樂壇界甚至政界都享有一定人氣，多位美國總統如喬治·沃克·布希就曾於公開場合中穿著牛仔靴以特顯自己的美國人形象。

## 歷史
1870年代至1880年代的美國各州的路面汽車及鐵路運輸還不發達，集中於德州，奧克拉荷馬州及堪薩斯州的牧畜者及牛仔因為工作需要而經常策馬四處奔波，他們的行程很多時都是州與州之間，面對不可預測的天氣轉變和艱難的地勢，他們開始向當地制靴工人請求將舊有設計改良成適應他們的勞動環境的長靴。參考了1860年代早期美國南北战争中常見的策騎靴（英文）cavalry boot設計，牛仔靴最終應運而生。

## 種類

### 西部式（Western）
西部式以傾斜的鞋跟设计见称，鞋跟通常高過1英吋。按顧客需求鞋頭可被訂造成不同形狀，但現代一般都以尖鞋頭為主流。

### 牧人式（Buckaroo）
中文翻譯的Buckaroo 與Cowboy 同樣是牛仔，在這裡將Buckaroo翻譯成牧人。這是因為Buckaroo是專用以區分美國加州（同時包括西班牙語區及墨西哥）與德州的牛仔，前者習慣上稱作Buckaroo而後者則是Cowboy。Cowboy 一字是英式英語牛仔 的原字，Buckaroo 則出現於1889年的美式英語。
牧人式在牛仔靴種類中是屬於靴統最高的一種，一般在15"至20"中。靴筒和足部使用不統一的色彩或物料在牧人式中亦是最常見的。V形的靴頂留有兩對大圓孔。

### 套繩者式（Roper）
套繩者式有更完整貼地的鞋跟，類似一般的皮鞋，鞋跟不高於1英吋。鞋頭設計由圓形甚至到方形都有。
不同的製靴公司有另外更多不同分類，不過由於現在穿著牛仔靴的人不再局限於牛仔群內，不少顧客對牛仔靴的選擇重於其外觀更多於其傳統實用性，這些分類亦是跟隨了這方面的需求而被衍生出來。

## 設計

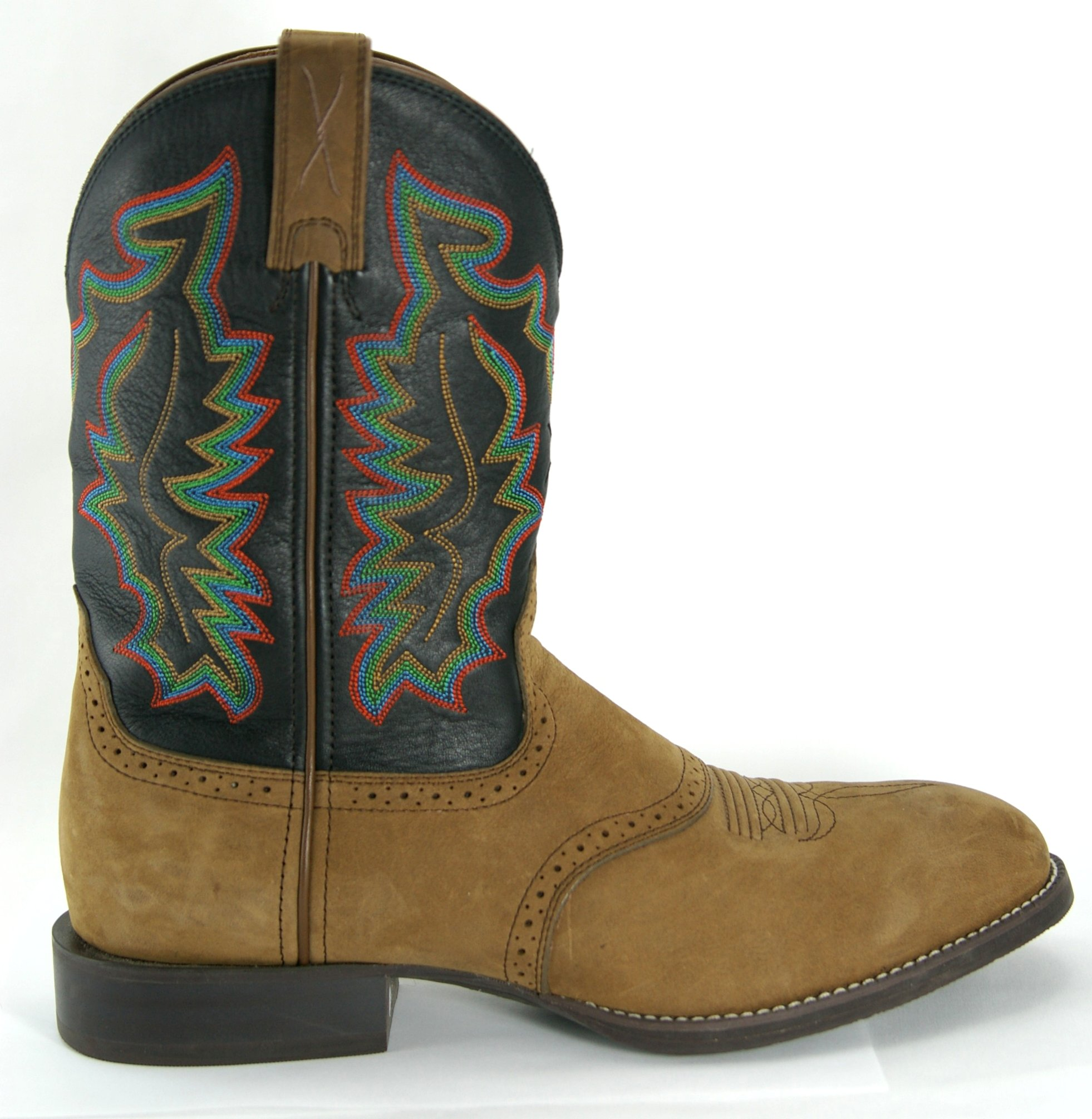
Roper牛仔靴

牛仔靴的设计特点是高跟、圆或者尖的鞋頭、11英吋－13英吋的高筒及没有鞋带。牛仔靴传统上是牛皮制，但也有采用其他动物的皮革制如鳄鱼、蛇、鸵鸟、蜥蜴、鳗鱼、象、鹿、魟及水牛等，業界一般會將這些以特殊皮革（尤其鳄鱼皮及蛇皮）製造的牛仔靴歸類為exotic（外來）款式。
光滑的皮鞋底能令穿著者輕易將足部嵌入西部式馬鞍的馬鐙或方便下馬時從其滑出。極尖鞋頭為1940年代開始為時髦化的設計，原來的設計應是更圓的鞋頭。儘管較尖的鞋頭有時可以為上馬鐙帶來方便，但極尖鞋頭的設計對工人而言是不切實際的。
當策騎時，高鞋跟能防止足部從馬鐙滑落。但另一方面如果騎馬人不幸從馬鞍上摔下而靴又被扣在馬鐙上，不帶鞋带的靴筒會讓穿著者因為人體的重量和重心傾移而自然地脫出。高靴筒有助步行時抓住腿部以彌補鞋带的欠缺。 
靴筒亦能保護策騎者的腿部避免與馬鞍磨擦（類似電單車手靴靴筒有隔熱功能）。牛仔靴的高靴筒亦與其他的中／高筒靴一樣有保護步行時免受礫石、荊棘與蛇等的侵襲。而傳統上的牛仔靴都是防水設計以適應潮濕的環境。
V形的靴筒頂裁剪是牛仔靴外形上的一個特色，這種裁剪起源於德國赫斯靴（Hessian），於18世紀末由參與美國革命的赫斯傭兵傳入美國。早期的牛仔靴都是不帶花紋裝飾設計的全皮製，後來應訂造者的要求，制靴工人開始在產品上添加上不同花紋的刺繡縫紉，多為集中在靴筒上的設計。花紋的悅目度現在已經成為了決定一雙牛仔靴價值的重要指標。牛仔靴的特點於現代受到不少創新的時裝界設計者所參考。而隨著時代的發展，牛仔靴的製造物料到設計及用色都已經非常多樣化了。

## 合身
美國許多手工製牛仔靴工場於19世紀就開始經營，她們各自擁有自建的專利鞋楦，在業內被視為商業機密而受到高度保護。因為這個原因，不同品牌工場製造的同尺碼牛仔靴會有一定程度的落差。並且合身程度亦關係到所選擇的鞋頭，尖鞋頭往往因為其變窄的頂端而會對腳趾做成不適。消費者選購時應選擇比平時穿的鞋大半碼的尖頭靴，圓頭靴則沒有太大這方面問題。另一個因素是皮革，牛皮及山羊皮製靴會在穿著過程中變得越來越軟，因為穿著者的腳部而變形，所以一般會建議選擇緊貼小腿的靴筒，它們會很快變鬆而符合穿著者的腿形。

## 外部連結
- （英文）最昂貴的牛仔靴
- （中文）美国牛仔靴如今多产自中国(05年1月16日)